# Gustavo Santaolalla
Gustavo Alfredo Santaolalla (El Palomar, 19 augustus 1951) is een Argentijnse musicus, filmcomponist en -producent. Zijn muziekstijl is een combinatie van elementen van rock, soul, Afrikaanse ritmes en Latijns-Amerikaanse folk.

## Levensloop
Santaolalla's professionele muziekcarrière begon in 1967, toen hij mede-oprichter was van de groep Arco Iris, een Argentijnse band die de grenzen van de combinatie rock en Latijns-Amerikaanse folk verkenden. De band had een paar successen, zoals Mañana Campestre. In 1976 ging Santaolalla bij de band Soluna, waarin hij speelde met pianist en zanger Alejandro Lerner en zijn toenmalige vriendin Monica Campins. Samen namen ze slechts één album op, Energia Natural uit 1977. Vlak daarna verruilde Santaolalla Argentinië voor Los Angeles, waar hij lid werd van de groep Wet Picnic. In 1981 keerde hij tijdelijk terug naar Argentinië, waar hij het album Pensar en Nada van artiest León Gieco produceerde en zijn eigen eerste solo-album opnam, Santaolalla. Dat album zorgde ervoor dat jaren 80 rockmuziek ook grond aan de voeten kreeg in Argentinië. In 1995 bracht hij zijn tweede solo-album uit, Santaolalla, en in 1998 zijn derde en voorlopig laatste, Ronroco. Vooral in dat laatste album maakt Santaolalla veel gebruik van de charango, een Zuid-Amerikaans snaarinstrument. Het nummer Iguazu van dat album is zeer succesvol geworden en werd gebruikt in vele mediaproducties, zoals in de series 24 en Deadwood, in de films The Insider en Babel en in een televisiereclame van Vodafone uit 2007. 
Santaolalla hielp met het groot maken van Spaanse rockmuziek door op te treden als producenten van de Mexicaanse artiesten Fobia, Molotov, Café Tacuba, Julieta Venegas, de Colombiaanse zanger Juanes en de Argentijnse rockbands Divididos en Bersuit Vergarabat. In 2005 componeerde hij de instrumentale muziek voor de film Brokeback Mountain. Voor het nummer "A Love That Will Never Grow Old" won Santaolalla de Golden Globe Award voor Best Original Song. In 2006 won hij voor al zijn muziek voor die film een Oscar voor Best Original Score. In 2007 won hij diezelfde prijs nogmaals voor zijn muziek voor Babel. Hij droeg de prijs op aan zijn vader en zijn thuisland Argentinië.
In 2005 kreeg hij de Konex-prijs uitgereikt voor beste Argentijns artistiek producent.

## Filmografie
- 1981: She Dances Alone
- 2000: Amores perros
- 2002: 11'09"01 - September 11 (segment "Mexico")
- 2003: 21 Grams
- 2004: Diarios de motocicleta
- 2005: Brokeback Mountain
- 2005: North Country
- 2006: Babel
- 2008: Linha de Passe
- 2009: I Come with the Rain
- 2010: Nanga Parbat
- 2010: Biutiful
- 2010: Dhobi Ghat
- 2011: Les yeux de sa mère
- 2011: Eva de la argentina
- 2012: On the Road
- 2013: August: Osage County
- 2014: Relatos salvajes
- 2014: The Book of Life
- 2015: Two Forty-Six

## Overige producties

### Computerspellen
- 2013: The Last of Us
- 2020: The Last of Us Part II

### Televisiefilms
- 2004: Salinas grandes

### Televisieseries
- 2011: Hell on Wheels (titelmuziek, 2011 - 2014)
- 2013: Rouge Brésil (miniserie)
- 2014: Jane the Virgin (titelmuziek, 2014 - 2015)
- 2015: Making a Murderer (titelmuziek)

### Documentaires
- 2010: The Sun Behind the Clouds: Tibet's Struggle for Freedom
- 2010: Rolling with Stone (met Frédéric Ozanne)
- 2014: Gran Chaco
- 2016: Before the Flood (met Atticus Ross, Trent Reznor en Mogwai)

## Prijzen en nominaties

### Academy Awards
| Jaar | Titel              | Categorie        | Uitslag  |
| ---- | ------------------ | ---------------- | -------- |
| 2006 | Brokeback Mountain | Beste filmmuziek | Gewonnen |
| 2007 | Babel              | Beste filmmuziek | Gewonnen |

### BAFTA Awards
| Jaar | Titel                  | Categorie                | Uitslag     |
| ---- | ---------------------- | ------------------------ | ----------- |
| 2005 | Diarios de motocicleta | Beste filmmuziek         | Gewonnen    |
| 2006 | Brokeback Mountain     | Beste filmmuziek         | Genomineerd |
| 2007 | Babel                  | Beste filmmuziek         | Gewonnen    |
| 2014 | The Last of Us         | Beste computerspelmuziek | Genomineerd |

### Emmy Awards
| Jaar | Titel          | Categorie         | Uitslag     |
| ---- | -------------- | ----------------- | ----------- |
| 2012 | Hell on Wheels | Beste titelmuziek | Genomineerd |

### Golden Globe Awards
| Jaar | Titel              | Categorie        | Uitslag     |
| ---- | ------------------ | ---------------- | ----------- |
| 2006 | Brokeback Mountain | Beste filmsong   | Gewonnen    |
| 2006 | Brokeback Mountain | Beste filmmuziek | Genomineerd |
| 2007 | Babel              | Beste filmmuziek | Genomineerd |

### Grammy Awards
| Jaar | Titel                  | Categorie                                                                     | Uitslag     |
| ---- | ---------------------- | ----------------------------------------------------------------------------- | ----------- |
| 2007 | Brokeback Mountain     | Beste compilatie soundtrackalbum voor film, televisie of andere visuele media | Genomineerd |
| 2008 | Babel                  | Beste partituur soundtrackalbum voor film, televisie of andere visuele media  | Genomineerd |
| 2009 | La Vida...Es Un Ratico | 'Best Latin Pop Album' (met Juanes)                                           | Gewonnen    |

- Bibsys: 3032177
- Biblioteca Nacional de España: XX1598421
- Bibliothèque nationale de France: cb14134992f (data)
- Catàleg d'autoritats de noms i títols de Catalunya: 981058509564906706
- Gemeinsame Normdatei: 13029618X
- International Standard Name Identifier: 0000 0001 1682 7879
- Library of Congress Control Number: no98082512
- Nationale Bibliotheek van Letland: 000268178
- MusicBrainz: 3abc3eb1-7318-41d2-a52b-cbe14a14d8a0
- Nationale Bibliotheek van Tsjechië: xx0043800
- Nationale Bibliotheek van Israël: 987007455121605171
- Nationale Bibliotheek van Polen: a0000002413145
- Nationale en Universitaire bibliotheek Zagreb: 000590537
- Nederlandse Thesaurus van Auteursnamen: 299128091
- Réseau des bibliothèques de Suisse occidentale: 02-A008596042
- Istituto Centrale per il Catalogo Unico: MODV263965
- Système universitaire de documentation: 085197963
- Virtual International Authority File: 88079866
- WorldCat: E39PBJwRYgWk4ypg8DcbjQhWDq